# Педро Москера
Педро Москера Парада (нар. 21 квітня 1988, Ла-Корунья, Іспанія) — іспанський футболіст, півзахисник футбольної команди «Депортіво» з міста Ла-Корунья.

## Життєпис
2000 року у віці 12 років розпочав своє навчання у юнацькій школі мадридського «Реалу». У 2006 році вперше виступив за третю резервну команду.
27 липня 2015 року уклав угоду з «Депортіво».